# Gemeines Beckenmoos

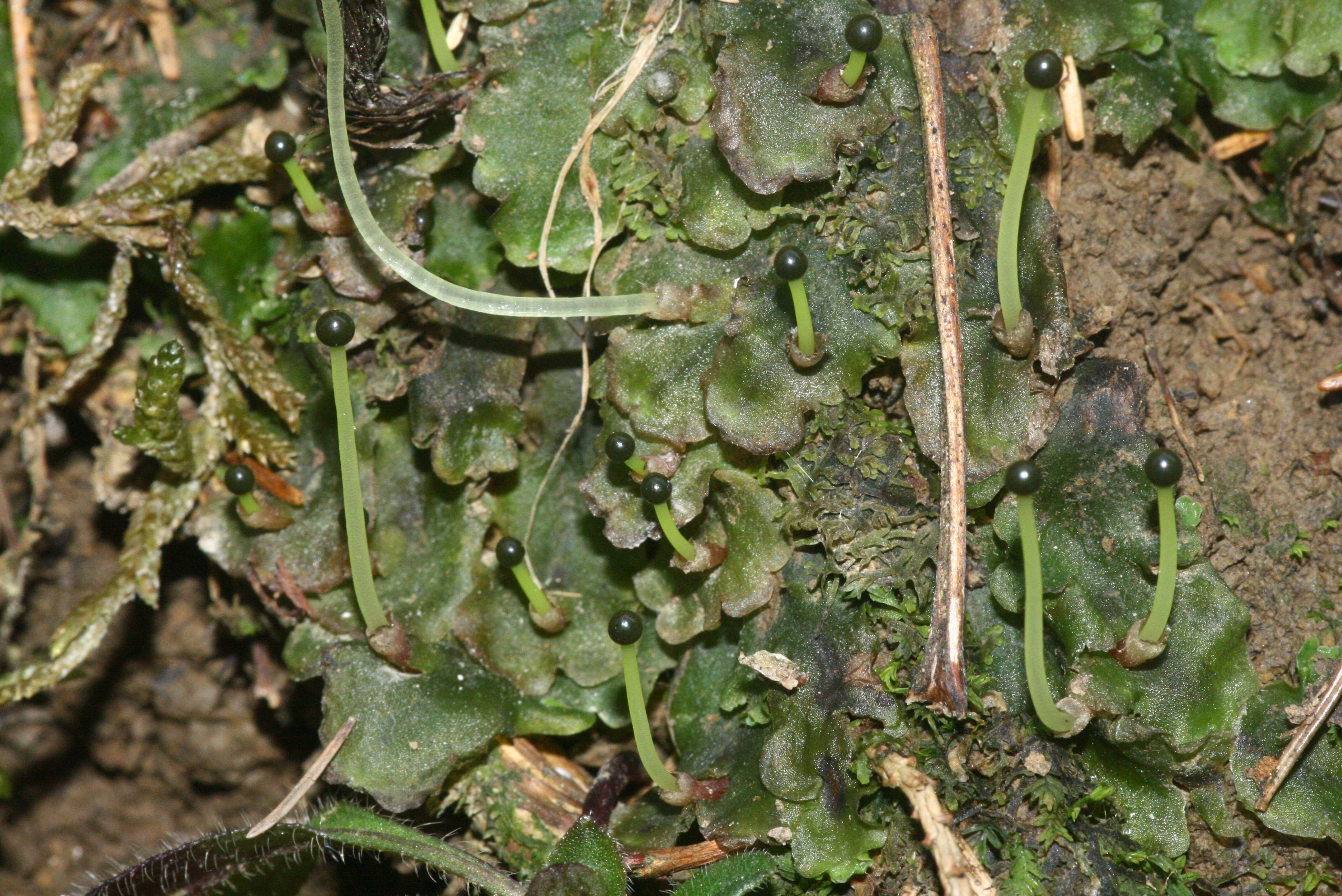
Junge Sporophyten

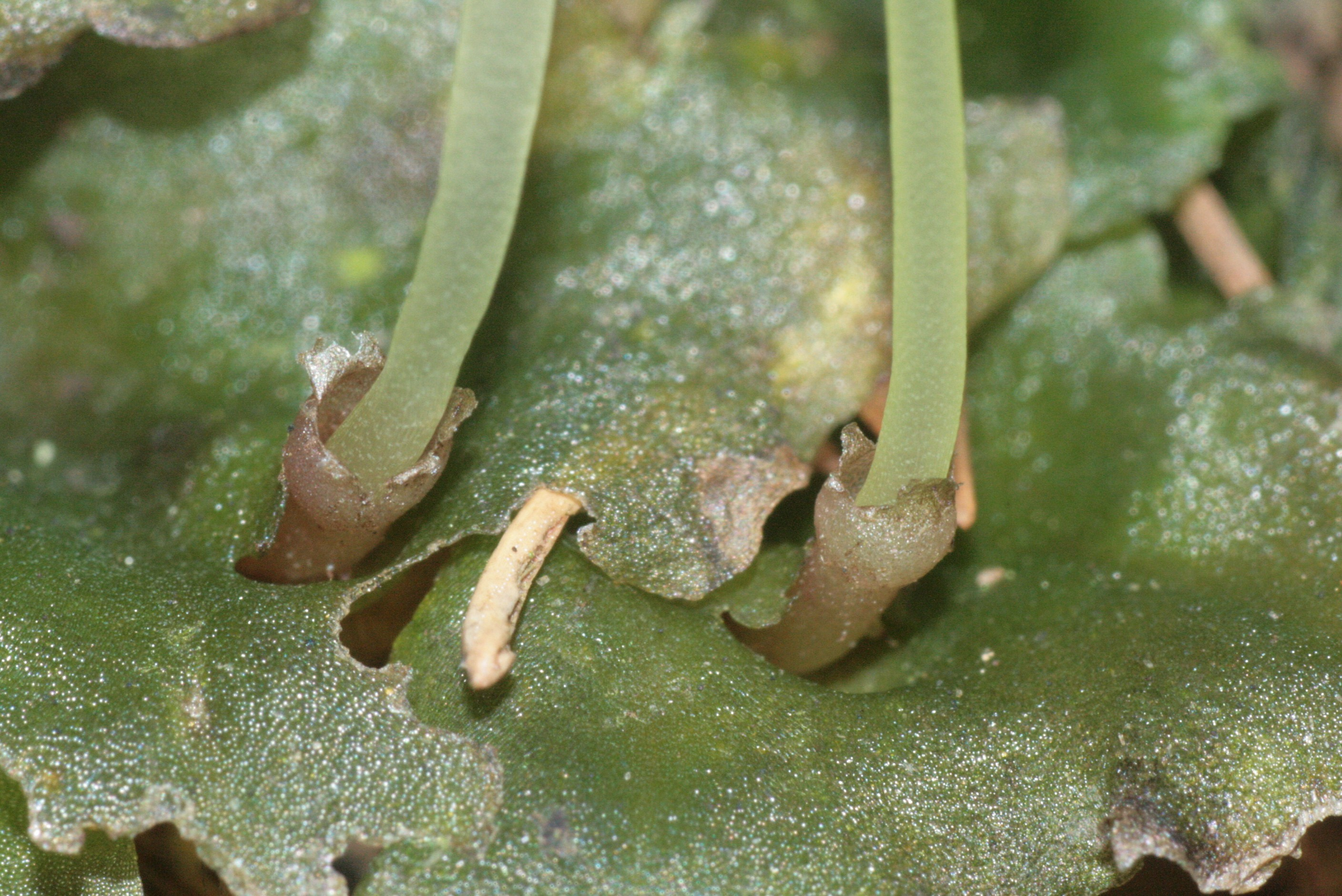
Perichaetium und Kalyptra

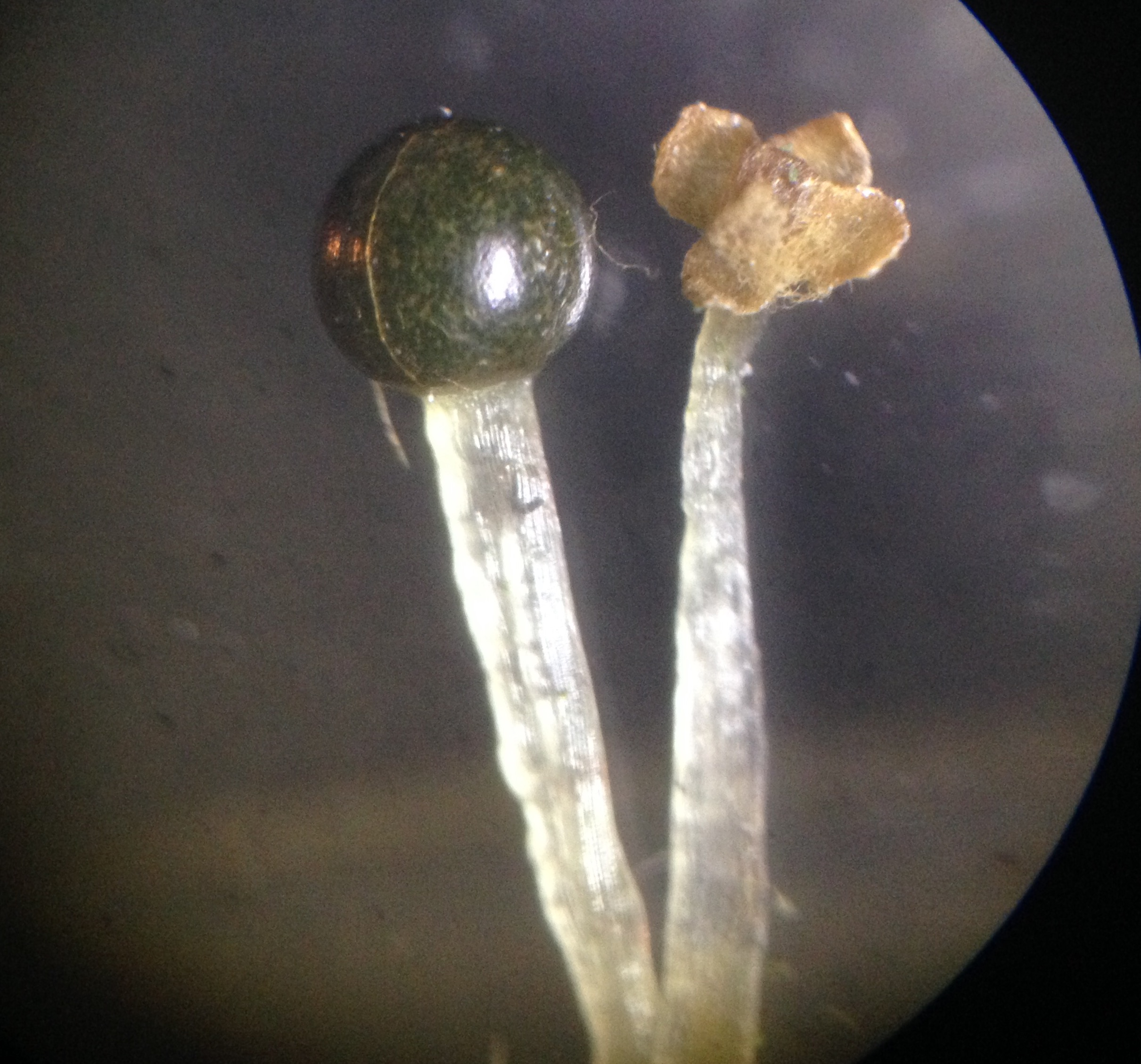
Junger und alter Sporophyt

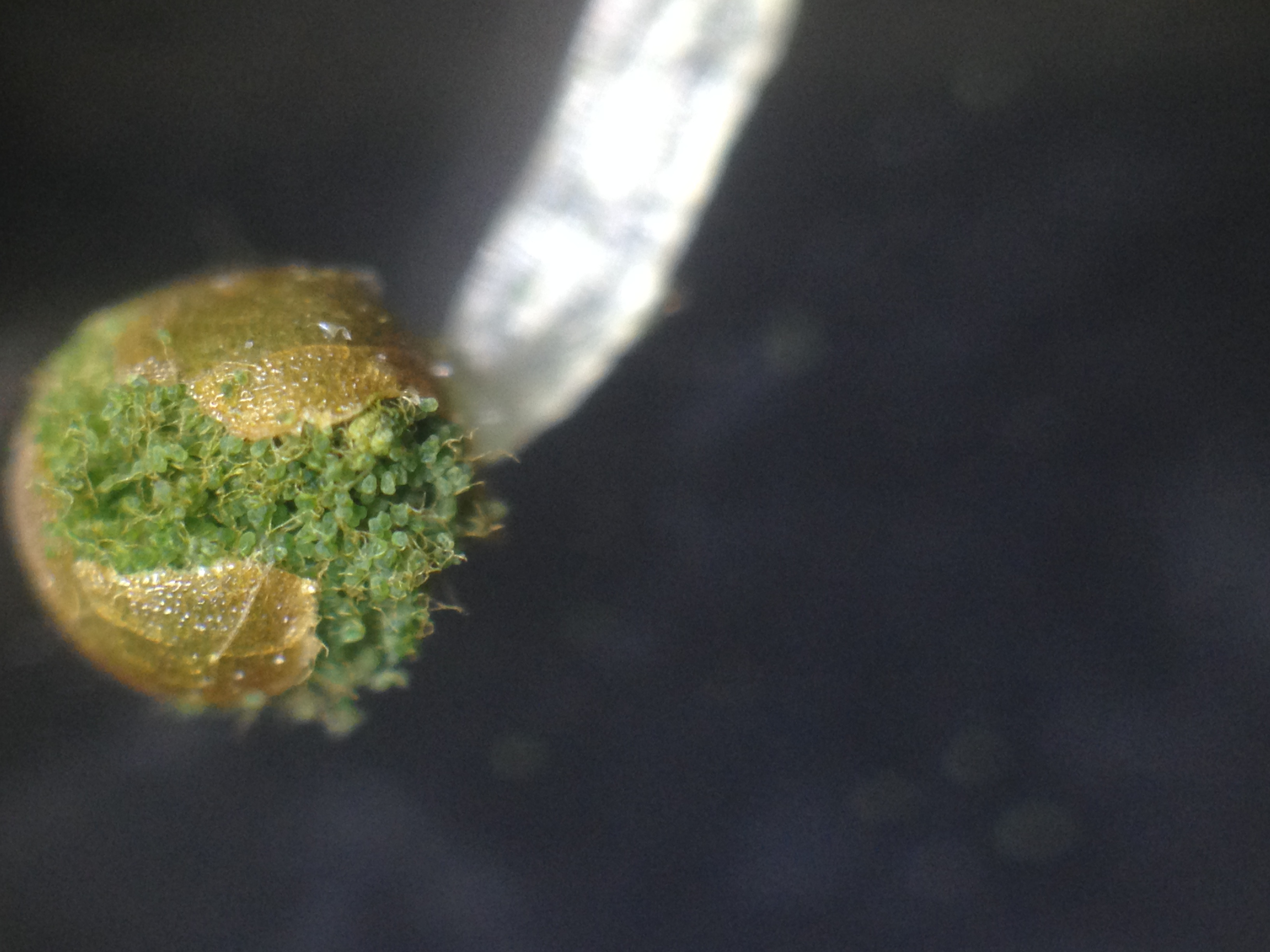
Zerstörter Sporophyt mit Elateren und Sporen

Das Gemeine Beckenmoos (Pellia epiphylla) ist ein thalloses Lebermoos.

## Merkmale
Das Gemeine Beckenmoos wächst in flachen, oft ausgedehnten Rasen. Die kriechenden Thalli sind dunkelgrün bis hellgrün, an lichten Standorten auch rötlich, bandförmig, unregelmäßig gabelig geteilt, an den Spitzen herzförmig ausgeschnitten, bis 5 Zentimeter lang und etwa 0,8 bis 1,5 Zentimeter breit, dünnfleischig und an den Rändern etwas durchsichtig. Mit den Rhizoiden an ihrer Unterseite haften sie am Substrat. Die breite, undeutlich begrenzte Thallusrippe ist etwa 10 bis 15 Zellen dick und an der Unterseite leicht vorgewölbt. Die Thalluszellen haben je 25 bis 35 Ölkörper und weisen besonders in der Thallusmitte ring- oder schraubenförmige Verdickungsleisten auf. Am Thallusrand sind die Zellen gestreckt, 2- bis 4-mal so lang wie breit. Die Ober- und Unterseite der Thallusspitzen sind mit zweizelligen Schleimhaaren besetzt.
Die Art ist monözisch. Antheridien sind auf der Thallusoberseite längs der Rippe eingesenkt. Der Sporophyt wächst aus einer kleinen Thallusschuppe, dem Perichaetium, die gegen die Thallusspitze hin offen ist, heraus. Die Kalyptra überragt deutlich das Perichaetium. Die kugelige Sporenkapsel wird von der oft über 5 Zentimeter langen Seta getragen. Sporen reifen im Frühjahr, sie sind eiförmig und etwa 70 bis 150 µm lang. Das Moos fruchtet recht häufig.

## Unterarten
Das Moos kommt in zwei Unterarten vor, die morphologisch kaum zu unterscheiden sind:
- subsp. epiphylla, mit Chromosomenzahl n = 9
- subsp. borealis (Lorb.) Messe, mit Chromosomenzahl n = 18.

## Standortansprüche und Vorkommen
Das Gemeine Beckenmoos wächst an mehr oder weniger schattigen, dauernd feuchten bis nassen, kalkarmen oder kalkfreien, ziemlich sauren bis subneutralen Standorten, besonders auf sandig-lehmigen bis tonigen Böden, aber auch an nassen Felsen und Mauern und auf Torf. Die Wuchsorte liegen bevorzugt in Wäldern, hier besiedelt es Waldboden, Wegböschungen, Fahrspuren und Gräben. Weiters wächst es an Gewässern und Wasserfällen und in Mooren, Quellstellen und Sümpfen. Als pionierfreudige Art kann es junge Erdanrisse rasch besiedeln sowie kleinere, konkurrenzschwächere Arten überwachsen.
Die Art ist in der nördlichen Hemisphäre verbreitet. In Mitteleuropa ist es besonders in Gebieten mit kalkarmem Untergrund recht häufig und es kommt bis in die subalpine Stufe der Alpen vor.